# Leptynia attenuata
Leptynia attenuata – gatunek straszyka z rodziny Diapheromeridae i podrodziny Pachymorphinae.

## Taksonomia i genetyka
Gatunek ten opisany został po raz pierwszy przez Josepha Pantela w 1890 roku, wraz z rodzajem Leptynia. W 1904 roku William Forsell Kirby wyznaczył go gatunkiem typowym tego rodzaju. W 2012 roku Valerio Scali, Liliana Milani i Marco Passamonti dokonali rewizji europejskich przedstawicieli tego rodzaju, wyróżniając w obrębie omawianego gatunku trzy podgatunki:
- Leptynia attenuata algarvica Scali, Milani & Passamonti, 2012
- Leptynia attenuata attenuata Pantel, 1890
- Leptynia attenuata iberica Scali, Milani & Passamonti, 2012

L. attenuata tworzy kompleks gatunków wraz z innymi iberyjskimi przedstawicielami rodzaju: L. annaepaulae, L. caprai i L. montana.
Gatunek dwupłciowy, diploidalny. Występuje u niego system determinacji płci XY. Kariotyp u obu płci to 2n=36. Jego charakterystyczne cechy to metacentryczne chromosomy 2 pary, akrocentryczne i zaopatrzone w satelity chromosomy 4 pary, bardzo dużych rozmiarów submetacentryczny chromosom X oraz mały i akrocentryczny chromosom Y. Różnice strukturalne kariotypu między podgatunkami są śladowe. Wyraźnie różnią się one natomiast sekwencjami cox2 w mitochondrialnym DNA.

## Opis
Samce osiągają od 34 do 47,5 mm, a samice od 44 do 57 mm długości ciała. Ubarwienie samców jest jasnocynamonowe z zielonkawym odcieniem po obu stronach ciała. Na ciemieniu i policzkach mają brązowe paski, a wzdłuż grzbietu ich tułowia i odwłoka biegną cztery pasy podłużne, z których te bardziej grzbietowe są ciemnobrązowe, a te położone bocznie białe. Samice są cynamonowe lub jaskrawo zielone i mają parę białych linii, biegnących wzdłuż boków ciała od policzków przez pleury tułowia i odwłoka. Oskórek ciała, z wyjątkiem odnóży i przysadek, pokrywa mikrorzeźba w postaci półkulistych wypukłości o średnicy około 1 μm. Czułki samca zbudowane są z od 14 do 18 członów i osiągają od 5 do 6,7 mm długości, a u samicy zbudowane są z od 13 do 16 członów i osiągają od 3,1 do 5 mm długości. Śródplecze, zaplecze i dwa ostatnie tergity odwłoka zaopatrzone są w delikatne listewki środkowe, ale w przypadku podgatunków L. a. algarvica i L. a. iberica na śródpleczu i zapleczu mogą zanikać. U samicy po bokach śródplecza i zaplecza występują serie ząbków. Odnóża wszystkich par u samic oraz środkowej i tylnej pary u samców mogą mieć drobne ząbki. Uda odnóży tylnej pary u samca sięgają swymi wierzchołkami co najmniej do połowy szóstego, a maksymalnie do połowy ósmego segmentu odwłoka, zaś u samicy co najmniej do połowy piątego, a maksymalnie do ćwierci długości siódmego segmentu odwłoka. Dziesiąty tergit odwłoka ma u samca wcięcie na tylnej krawędzi, które zwykle jest płytkie, tylko u L. a. iberica trochę głębsze. Kopulasto wysklepiona płytka subgenitalna ma wcinaną tylną krawędź i sięga do połączenia dziewiątego i dziesiątego sternitu odwłoka. Genitalia samca charakteryzuje vomer o części podstawowej nabrzmiałej i przynajmniej trochę szerszej od trzonu. Długość vomera wynosi około 1 mm. Przysadki odwłokowe u samca przekształcone są w klaspery, z których każdy ma w pobliżu nasady ząbek o długości i grubości charakterystycznej dla podgatunku. Wierzchołek odwłoka u samicy, podobnie jak u pokrewnych gatunków, jest miękki, ścięty i zaopatrzony w wystające przysadki odwłokowe.
Jaja są wydłużone, długości od 3,5 do 4,8 mm i szerokości wynoszącej od 0,22 do 0,32 ich długości. Wypukłości polarne mają niższe niż L. caprai i L. annaepaulae, a wieczka płaskie.

## Występowanie
Owad palearktyczny, endemiczny dla Półwyspu Iberyjskiego. L. a. algarvica jest endemitem południowej Portugalii. Pozostałe dwa podgatunki występują w Portugalii i zachodniej części Hiszpanii.